# Castello di Dingwall
Il castello di Dingwall esistette durante il medioevo e l'età moderna nel regno di Scozia, presso la città di Dingwall. Cadde in rovina a partire dal XVII secolo, e fu demolito tra il XVIII e il XIX. Del castello sopravvivono solo poche rovine; esiste un edificio moderno con lo stesso nome, che tuttavia ha poco a che fare con la struttura originaria.

## Storia
Le origini del castello di Dingwall sono oscure, ed è impossibile determinare l'esatta epoca di costruzione. Pare esistesse già nell'alto medioevo, poiché è riportato dalla tradizione come luogo di nascita di re Macbeth di Scozia attorno alla prima metà dell'XI secolo. Esisteva già con certezza invece alla fine del XII secolo, quando la struttura preesistente fu rinforzata per volere di Guglielmo il Leone.
Il castello divenne poi di proprietà dei conti di Ross, che lo rafforzarono ulteriormente. All'estinzione della loro famiglia, il castello di Dingwall fu al centro di lunghe contese che lo videro passare di mano più volte, anche in maniera violenta e sanguinosa. Finito in possesso del conte delle Orcadi, Giacomo III di Scozia riuscì ad incamerarlo nei suoi beni personali nel 1477, concedendolo alcuni anni più tardi al figlio secondogenito Giacomo, da allora duca di Ross. Negli anni successivi tuttavia continuarono gli assalti al castello da parte dei clan delle Highlands, soprattutto i MacDonald e i Mackenzie, tanto che i successivi governatori dovettero ampliarne il perimetro difensivo.
Diventato ormai troppo dispendioso da mantenere, dopo la morte di Giacomo I d'Inghilterra nel 1625 il castello fu abbandonato. Nel 1750 ciò che ne rimaneva entrò in possesso del clan Mackenzie, che cominciò a demolirlo e a riutilizzare le sue pietre per la costruzione di nuove case nelle terre del clan. All'inizio del XIX secolo le ultime pietre utilizzabili furono impiegate per costruire nuovi edifici a Dingwall, e da allora il castello è di fatto scomparso.
Della struttura originaria sono sopravvissute solo alcune ridotte porzioni di mura invase dalla vegetazione. Poco lontano è stata costruita una moderna struttura, anch'essa nota come "castello di Dingwall", eretta nel 1821 come residenza privata, nei cui giardini si trovano i pochi resti del castello originario.